# Ямада, Сигэо
Сигэо Ямада (яп. 山田重雄, англ. Shigeo Yamada; 26 октября 1931 — 5 февраля 1998) — японский волейбольный тренер. 

## Биография
Сигэо Ямада родился в городе Фудзиэда префектуры Сидзуока. После окончания Токийского университета Кёйку (педагогический университет) работал учителем физвоспитания в крупной столичной школе Митака. После начала волейбольного бума в стране, последовавшего после победы женской сборной Японии на чемпионате мира 1962 и олимпийских играх 1964, перешёл в волейбол и возглавил женскую команду «Хитати Мусаси» (Кодайра), главным тренером в которой работал на протяжении 30 лет, выиграв с ней 18 титулов чемпиона Японии.
После того как большинство в женской сборной Японии стали составлять игроки команды «Хитати» Сигэо Ямада в начале 1967 года был по совместительство назначен и наставником национальной команды страны, приведя её к победе на домашнем чемпионате мира 1967. Правда полноценной победой её назвать было трудно в связи с отказом от участия в первенстве мира целого ряда сильнейших команд мира, в том числе сборной СССР, проявивших солидарность с командами ГДР и КНДР, которых организаторы пытались заставить выступать под названиями Восточная Германия и Северная Корея. Долгожданная дуэль между советскими и японскими волейболистками прошла только спустя полтора года на Олимпиаде в Мехико и закончилась победой команды СССР 3:1. После поражения на Олимпиаде Ямада покинул пост главного тренера японской сборной.
К 1973 году сборную страны на 3/4 снова стали составлять волейболистки «Хитати Мусаси» и после серии вторых мест на мировой арене национальную команду вновь возглавил Ямада. Период с 1974 по 1977 годы стал новым взлётом сборной Японии, в ходе которого под руководством Ямады волейболистки страны восходящего Солнца одержали целую серию побед на мировой арене, в которую вошли победы на чемпионате мира 1974, на Олимпиаде-1976 и Кубке мира 1977, а также в континентальных соревнованиях, где японки не имели себе равных. Наиболее ярко выглядело первенство японок на мировом первенстве и олимпийском турнире, где они не потерпели ни одного поражения, а на Олимпиаде не отдали соперницам и ни единого сета. Матчи основных оппонентов, которыми уже долгое время являлись советские и японские волейболистки, на этих соревнованиях заканчивалось уверенными победами сборной Японии. Сам же Сигэо Ямада получил прозвище интеллектуального генерала и стратега за своё вдумчивое отношение к тренировочному процессу и тщательное исследование и разбор игры соперников.
После неожиданного поражения в финале чемпионата мира 1978, проходившего в СССР, от сборной Кубы Ямада принял решение завершить тренерскую карьеру в сборной и сосредоточиться на клубной работе, но спустя 10 лет в преддверии Олимпиады в Сеуле вновь был призван возглавить национальную команду страны. В первом же матче олимпийского турнира японки переиграла сборную СССР со счётом 3:2, но затем уступили команде ГДР и лишь победа в заключительном матче группового этапа над Южной Кореей вывела сборную Японии в полуфинал, где они в упорнейшей борьбе проиграли перуанкам в пяти партиях. Проигрыш в матче за 3-е место Китаю оставил японок без медалей Олимпиады. После этого Ямада вновь вернулся к руководству своей клубной команды «Хитати».
В 1993 Ямада был назначен управляющим директором Японской ассоциации волейбола, но спустя год вынужден был уйти в отставку с этого поста, а также с должности главного тренера и директора клуба «Хитати».
Сигэо Ямада скончался 5 февраля 1998 года в возрасте 66 лет. 13 июля 2006 посмертно был принят в Зал волейбольной славы, находящийся на родине волейбола в американском городе Холиоке (штат Массачусетс).

### Тренерская карьера
- 1964—1994 —  «Хитати» (Кодайра/Хитатинака) — женщины — главный тренер;
- 1967—1968, 1973—1978, 1988 —  женская сборная Японии — главный тренер.

## Тренерские достижения

### Сженской сборной Японии
- Олимпийский чемпион 1976.
- чемпион мира 1974;
  - серебряный призёр чемпионата мира 1978.
- победитель розыгрыша Кубка мира 1977.
- чемпион Азиатских игр 1974.
- чемпион Азии 1975.

### Клубные
- 18-кратный чемпион Японии — 1968, 1969, 1974—1978, 1982—1987, 1989, 1991—1994;
  - 4-кратный серебряный (1971, 1973, 1979, 1988) и двукратный бронзовый (1972, 1981) призёр чемпионатов Японии.